# Michael Jentzsch

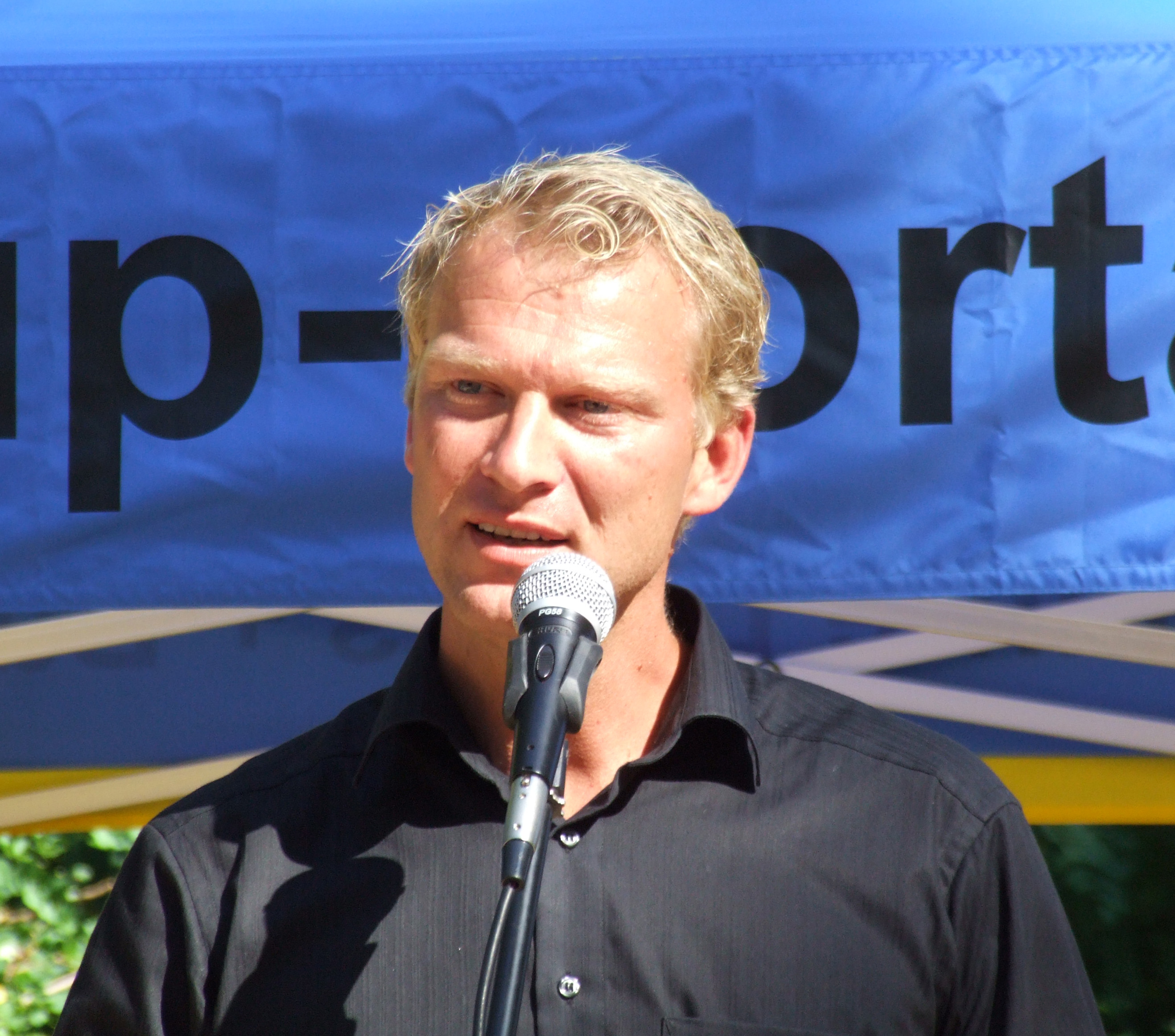
Michael Jentzsch, 2010

Michael Jentzsch [ˈmaɪkəl ˈjɛnt͡sʃ] (* 23. August 1975 in Bremen) ist ein deutscher Schriftsteller und Comedian, der heute in Bremen wohnt und als Englisch- und Sportlehrer am Hermann-Böse-Gymnasium arbeitet.
Vom 8. bis zum 15. Lebensjahr lebte Jentzsch als Sohn eines Missionars in Afrika, zunächst im Niger am Rande der Sahara und dann an der Küste Liberias, wo sein Vater bei der christlichen Radiostation ELWA arbeitete. In Liberia schloss er enge Freundschaft mit Benjamin Kwato Zahn, der aus den Nimba-Bergen stammte. Als er 15 Jahre alt war, floh die Familie 1990 vor dem ausbrechenden Bürgerkrieg in Liberia über die Elfenbeinküste nach Deutschland.
Gewöhnt an ein Leben in der Natur und die afrikanische Kultur, fiel ihm die Eingewöhnung in Deutschland schwer. Jentzsch studierte auf Lehramt in den Fächern Sport und Englisch und spielte Basketball.
Die Familie des Freundes Benjamin Kwato Zahn wurde währenddessen im Bürgerkrieg ermordet. Vom Hungertod bedroht, auf der Flucht aus der Küstengegend in die heimatlichen Nimba Berge wurde er als Kindersoldat von der National Patriotic Front of Liberia zwangsrekrutiert. Er desertierte und schlug sich als Lehrer und Schuldirektor, Diamantensucher, Feldarbeiter, Farmer und Ziegenwirt durch.
14 Jahre später machte sich Michael Jentzsch auf die Suche nach seinem Freund. Er fand Benjamin Kwato Zahn wieder und sie schrieben gemeinsam ein Buch über diese Jugendfreundschaft und die Geschichte von Benjamin Kwato Zahn danach. Das daraus entstandene Buch Blutsbrüder – Unsere Freundschaft in Liberia wurde ein Bestseller auf der Bestsellerliste des Spiegel.
Michael Jentzsch setzt sich für die Unterstützung der Menschen Liberias und die Bekanntmachung der afrikanischen Kultur ein und erhielt dafür 2007 den Bremer Bürgerpreis.
2011 wurde er auf der Lehrer-Bewertungsplattform spickmich.de zum besten Lehrer Bremen und dem zweitbesten Lehrer Deutschlands gewählt.
Am 15. Februar 2014 war er Kandidat in der Fernsehshow Schlag den Raab, musste sich Raab jedoch nach 13 Spielen geschlagen geben.
Im Jahr 2016 stellte Michael Jentzsch auf Bitten eines Freundes eine liberianische Tierfabel im Liberianischen Pidgin-Englisch online. Der Beitrag ging viral, und sechs Monate später startete Jentzsch unter dem Künstlernamen „Giant German Gina“ (GGG) seine erste Comedy-Tour in New York und Philadelphia. Als einziger weißer Comedian in der Region machte er durch seine Auftritte in liberianischem Dialekt und seine Wiederbelebung der fast ausgestorbenen Kunst des Geschichtenerzählens auf sich aufmerksam. Er sorgt nicht nur für Unterhaltung, sondern auch für bedeutende Kollaborationen mit einheimischen Comedy-Legenden und fördert den interkulturellen Austausch. Seine Karriere zeigt eindrucksvoll, wie Humor und die uralte Kunst des Storytellings kulturelle Barrieren überwinden und Menschen verbinden können. Darüber hinaus sammelte GGG die nahezu vergessenen Tierfabeln und Legenden Liberias und veröffentlichte diese in zwei Bänden.
Am 12. September 2017 wirkte er bei der Wissenschaftssendung Galileo mit.

## Ehrungen
- Bremer Bürgerpreis 2007
- Für das Buch Blutsbrüder – Unsere Freundschaft in Liberia den liberianischen Ehrenpreis Golden Image Award of Liberia 2011 – Kategorie International, überreicht am 20. Juli 2011 von der Staatspräsidentin und Nobelpreisträgerin Ellen Johnson-Sirleaf[7]